# Klaudia Domaradzka

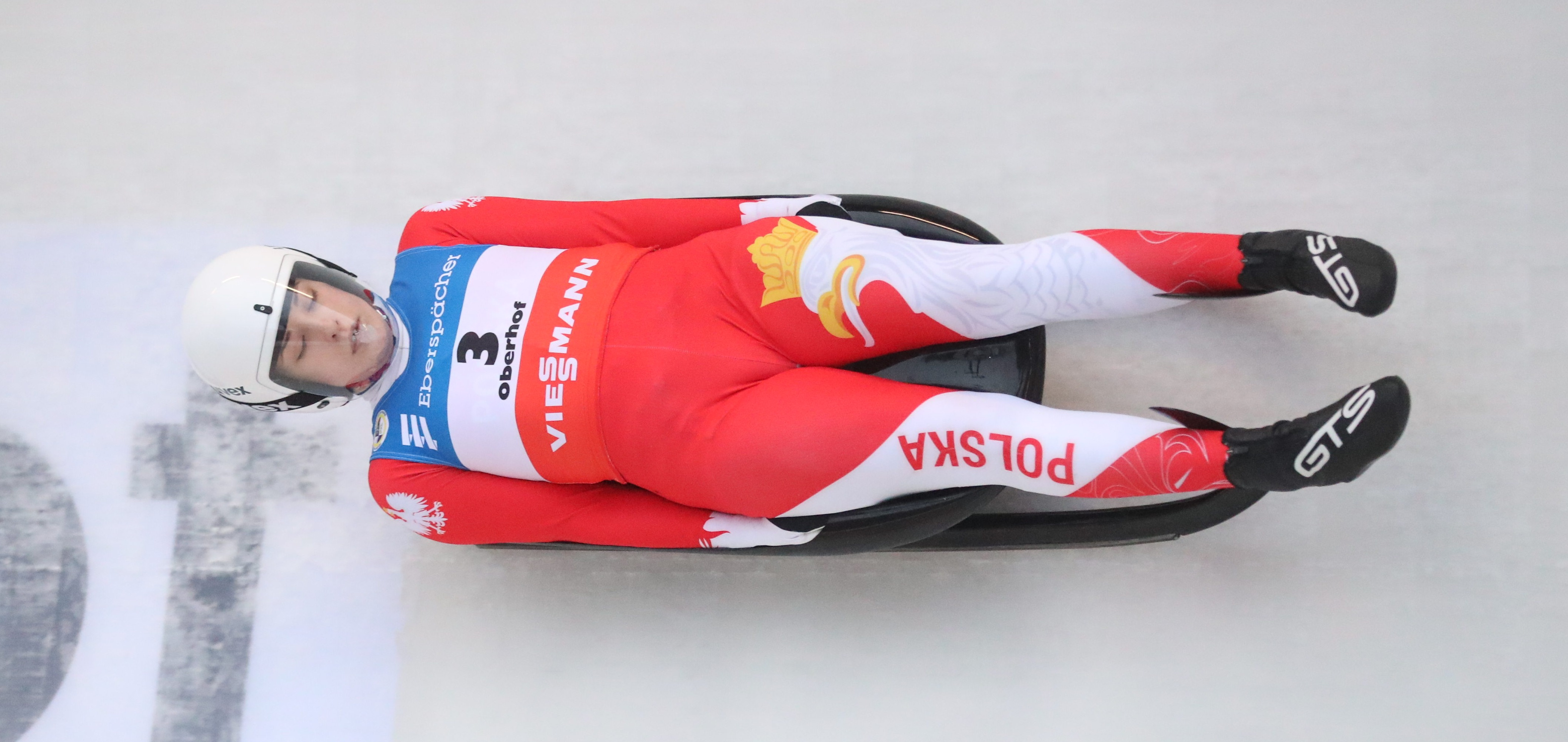
Domaradzka w 2020 roku

Klaudia Domaradzka (ur. 29 marca 2000 w Jeleniej Górze) – polska saneczkarka, olimpijka z Pekinu (2022).

## Życiorys
Jest zawodniczką MKS Karkonosze Jelenia Góra.
Reprezentowała Polskę na mistrzostwach świata seniorów w 2019 (27 m. w jedynce), 2020 (22 m. w jedynce, 7 m. w sztafecie) i 2021 (29 m. w jedynce, 36 m. w sprincie, w sztafecie nie ukończyła zawodów) oraz mistrzostwach Europy seniorów w 2020 (20 m. w jedynce, 7 m. w sztafecie), 2021 (w jedynce nie ukończyła zawodów, 7 m. w sztafecie) i 2022 (24 m. w jedynce, 6 m. w sztafecie).
Podczas igrzysk olimpijskich w Pekinie (2022) zajęła 27 m. w jedynce i 8 m. w sztafecie.
Na mistrzostwach Polski seniorek wywalczyła złoty medal drużynowo, srebrny medal w jedynce i brązowy medal w dwójkach w 2017, srebrny medal w jedynce oraz drużynowo w 2020.

## Osiągnięcia

### Igrzyska olimpijskie
| Rok  | Miejsce | Jedynki | Sztafeta |
| ---- | ------- | ------- | -------- |
| 2022 | Pekin   | 27.     | 8.       |

### Mistrzostwa świata
| Rok  | Miejsce    | Jedynki | Jedynki-sprint | Jedynki mieszane | Sztafeta |
| ---- | ---------- | ------- | -------------- | ---------------- | -------- |
| 2019 | Winterberg | 27.     | 27. (q)        | nie rozgrywano   | -        |
| 2020 | Soczi      | 22.     | 22. (q)        | nie rozgrywano   | 7.       |
| 2021 | Königssee  | 29.     | 36. (q)        | nie rozgrywano   | dnf      |
| 2023 | Oberhof    | 20.     | 19. (q)        | nie rozgrywano   | 6.       |
| 2024 | Altenberg  | 21.     | 22. (q)        | nie rozgrywano   | 7.       |
| 2025 | Whistler   | 31.     | nie rozgrywano | 14.              | 5.       |

### Mistrzostwa Europy
| Rok  | Miejsce      | Jedynki | Sztafeta |
| ---- | ------------ | ------- | -------- |
| 2019 | Oberhof      | dnf     | -        |
| 2020 | Lillehammer  | 22.     | 7.       |
| 2021 | Sigulda      | dnf     | 7.       |
| 2022 | Sankt Moritz | 24.     | 6.       |
| 2023 | Sigulda      | 18.     | dsq      |
| 2024 | Igls         | 25.     | 7.       |
| 2025 | Winterberg   | 16.     | 5.       |

### Mistrzostwa świata juniorów
| Rok  | Miejsce   | Jedynki | Sztafeta |
| ---- | --------- | ------- | -------- |
| 2017 | Sigulda   | 25.     | -        |
| 2018 | Altenberg | 23.     | 10.      |
| 2019 | Igls      | 40.     | 7.       |
| 2020 | Oberhof   | 11.     | 11.      |

### Puchar Świata

#### Miejsca w klasyfikacji generalnej
| Sezon     | Miejsce |
| --------- | ------- |
| 2018/2019 | 34.     |
| 2019/2020 | 31.     |
| 2020/2021 | 30.     |
| 2021/2022 | 37.     |
| 2022/2023 | 22.     |
| 2023/2024 | 23.     |
| 2024/2025 | 22.     |

#### Miejsca na podium w zawodach Pucharu Świata – drużynowo
| Lp. | Data       | Miejsce | Konkurencja | Lokata |
| --- | ---------- | ------- | ----------- | ------ |
| 1.  | 13.12.2020 | Oberhof | sztafeta    | 3      |

### Mistrzostwa Polski w saneczkarstwie
| Rok  | Miejsce | Jedynki | Dwójki | Drużynowo |
| ---- | ------- | ------- | ------ | --------- |
| 2017 | Sigulda | 2.      | 3.     | 1.        |
| 2018 | Sigulda | -       | -      | -         |
| 2019 | Sigulda | -       | -      | -         |
| 2020 | Sigulda | 2.      | -      | 2.        |